# Madison Grant
Madison Grant (19 de novembre de 1865 – 30 de maig de 1937) va ser un advocat, zoòleg, antropòleg i escriptor estatunidenc conegut pel seu treball com a conservacionista, eugenista i defensor del racisme científic. Grant no és tan conegut pels seus èxits en la conservació com per la defensa pseudocientífica que va fer del nordicisme, una forma de racisme que considera la «raça nòrdica» com a superior.
Com a eugenista supremacista blanc, Grant va ser l'autor de The Passing of the Great Race (1916), un dels textos racistes més populars en l'època, fins al punt que Adolf Hitler va considerar-la com «la seua Bíblia personal». Grant també va tenir un paper actiu en l'elaboració de lleis de restricció de la immigració i antimesclament de races als Estats Units. Com a conservacionista, li atribueixen la salvació d'espècies com el bisó americà, va ajudar a crear el zoològic del Bronx, el Parc Nacional de les Glaceres i el Parc Nacional de Denali, i va cofundar la Lliga Save the Redwoods. Grant va desenvolupar gran part de la disciplina de la gestió de la vida silvestre.

## Primers anys de vida
Grant va néixer a la ciutat de Nova York, fill de Gabriel Grant, metge i cirurgià de la Guerra Civil americana, i Caroline Manice. La mare de Madison Grant era descendent de Jessé de Forest, un hugonot való que el 1623 va reclutar el primer grup de colons per establir-se a Nova Holanda, la colònia de la República Holandesa a la costa est americana. Per part del seu pare, el primer avantpassat americà de Madison Grant va ser Richard Treat, degà de l'església de Pitminster a Anglaterra, que el 1630 va ser un dels primers colons puritans de Nova Anglaterra. Entre els avantpassats de Grant a través de la línia de Treat hi ha: Robert Treat, governador colonial de Nova Jersey; Robert Treat Paine, signatari de la Declaració d'Independència; Charles Grant, avi de Madison Grant, que va servir com a oficial a la Guerra de 1812; i Gabriel Grant, pare de Madison, un metge prominent i comissionat de salut de Newark, Nova Jersey. Grant va ser resident de tota la vida a la ciutat de Nova York.
En Grant era el més gran de quatre germans. Els nens passaven els estius i molts dels caps de setmana a Oatlands, la finca rural de Long Island construïda pel seu avi DeForest Manice a la dècada de 1830. De menut, amb el seu pare, va anar a escoles privades i va viatjar per Europa i l'Orient Mitjà. Va estudiar a la Universitat Yale, on es va graduar aviat i amb honors el 1887. Es va llicenciar en dret a la Facultat de Dret de Columbia i va exercir la professió després de graduar-se; tanmateix, els seus interessos eren principalment els d'un naturalista. Mai no es va casar i tampoc no va tenir fills. Va assolir una primera reputació política quan ell i el seu germà, DeForest Grant, van participar en la campanya electoral de 1894 de l'alcalde de Nova York, William Lafayette Strong.

## Carrera professional i esforços de conservació
Thomas C. Leonard va escriure que "Grant va ser cofundador del moviment ecologista americà, un conservacionista croat que va preservar les sequoies de Califòrnia; va salvar el bisó americà de l'extinció; va lluitar per lleis de control d'armes més estrictes; va ajudar a crear els parcs nacionals de Glacier i Denali; i va treballar per preservar les balenes, les àguiles calbes i els antílops pronghorn."
Grant va ser amic de diversos presidents dels Estats Units, incloent-hi Theodore Roosevelt  i Herbert Hoover. Li atribueixen haver salvat moltes espècies de l'extinció,  i va cofundar la Save the Redwoods League amb Frederick Russell Burnham, John C. Merriam i Henry Fairfield Osborn el 1918. També li atribueixen haver ajudat a desenvolupar les primeres lleis de caça de cérvols a l'estat de Nova York, legislació que es va estendre a altres estats amb el temps.

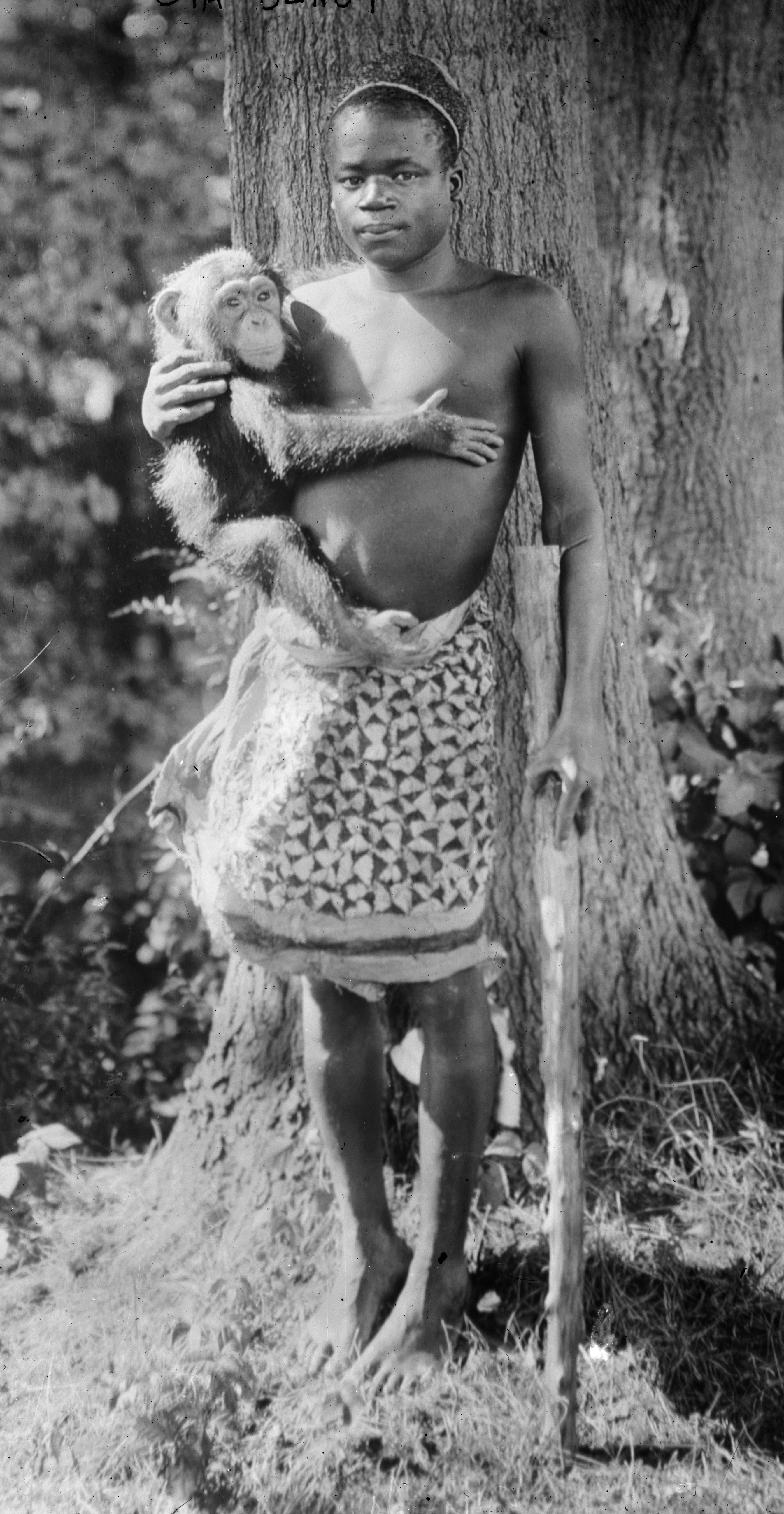
Ota Benga va ser exhibida el 1906 a la Casa dels Micos del Zoo del Bronx, Nova York.

També va ser un promotor de la gestió de la vida silvestre⁣; creia que el seu desenvolupament estava harmonitzat amb el concepte d'⁣eugenèsia. Grant va ajudar a fundar el zoològic del Bronx, a construir el Bronx River Parkway, a salvar els bisons americans com a organitzador de l'⁣American Bison Society i va ajudar a crear el Parc Nacional de les Glaceres i el Parc Nacional de Denali. El 1906, com a secretari de la Societat Zoològica de Nova York, va pressionar perquè Ota Benga, un home congolès del poble Mbuti (una tribu de «pigmeus»), fos exhibit juntament amb simis al zoològic del Bronx.
Al llarg de les dècades del 1920 i del 1930, va formar part de les juntes de moltes societats eugenètiques i filantròpiques, així com de la junta directiva del Museu Americà d'Història Natural, com a director de l'⁣American Eugenics Society, vicepresident de la Immigration Restriction League, membre fundador de la Galton Society i un dels vuit membres del Comitè Internacional d'Eugenèsia. Va ser guardonat amb la medalla d'or de la Societat d'Arts i Ciències el 1929. El 1931, la Junta de Parcs de l'Estat de Califòrnia va dedicar l'arbre més gran del món (a Dyerville, Califòrnia) a Grant, Merriam i Osborn en reconeixement pels seus esforços mediambientals. Una subespècie de caribú també va rebre el nom de Grant (Rangifer tarandus granti, també conegut com a caribú de Grant). Va ser un dels primers membres del Boone and Crockett Club (una organització de caça major i conservació) des del 1893, i va mobilitzar els seus membres rics per influir en el govern perquè conservés vastes extensions de terra contra les indústries invasores. Va ser el cap de la Societat Zoològica de Nova York des del 1925 fins a la seua mort.
Les campanyes de Grant a favor del conservacionisme i l'eugenèsia no eren alienes: ambdues assumien la necessitat de diversos tipus de gestió sobre els seus drets.  Grant era generalment indiferent a les formes de vida animal que no considerava aristocràtiques, i també va assignar aquesta jerarquia als humans. L'historiador Jonathan Spiro va escriure: «Mentre que els gestors de la vida silvestre consideraven que la supervivència de l'espècie en conjunt era més important que la vida d'uns quants individus, Grant predicava que el destí de la raça superava el d'uns quants humans en particular que no tenien cap valor per a la comunitat». Segons Grant, els recursos naturals s'havien de conservar per a la «raça nòrdica» excloent altres races. Grant veia la raça nòrdica com una de les seues espècies en perill d'extinció. Per tant, considerava que la societat industrial moderna infringia tant la seua existència com ho feia amb les sequoies. Com molts eugenistes, Grant veia la civilització moderna com una violació de la «supervivència del més apte», tant si es manifestava en la sobreexplotació forestal dels boscos com en la supervivència dels pobres a través de l'assistència social o la caritat. En paraules del New Yorker, per a figures com Grant, «va ser un pas inquietantment curt de la gestió dels boscos a la gestió del patrimoni genètic humà».

## Nordicisme

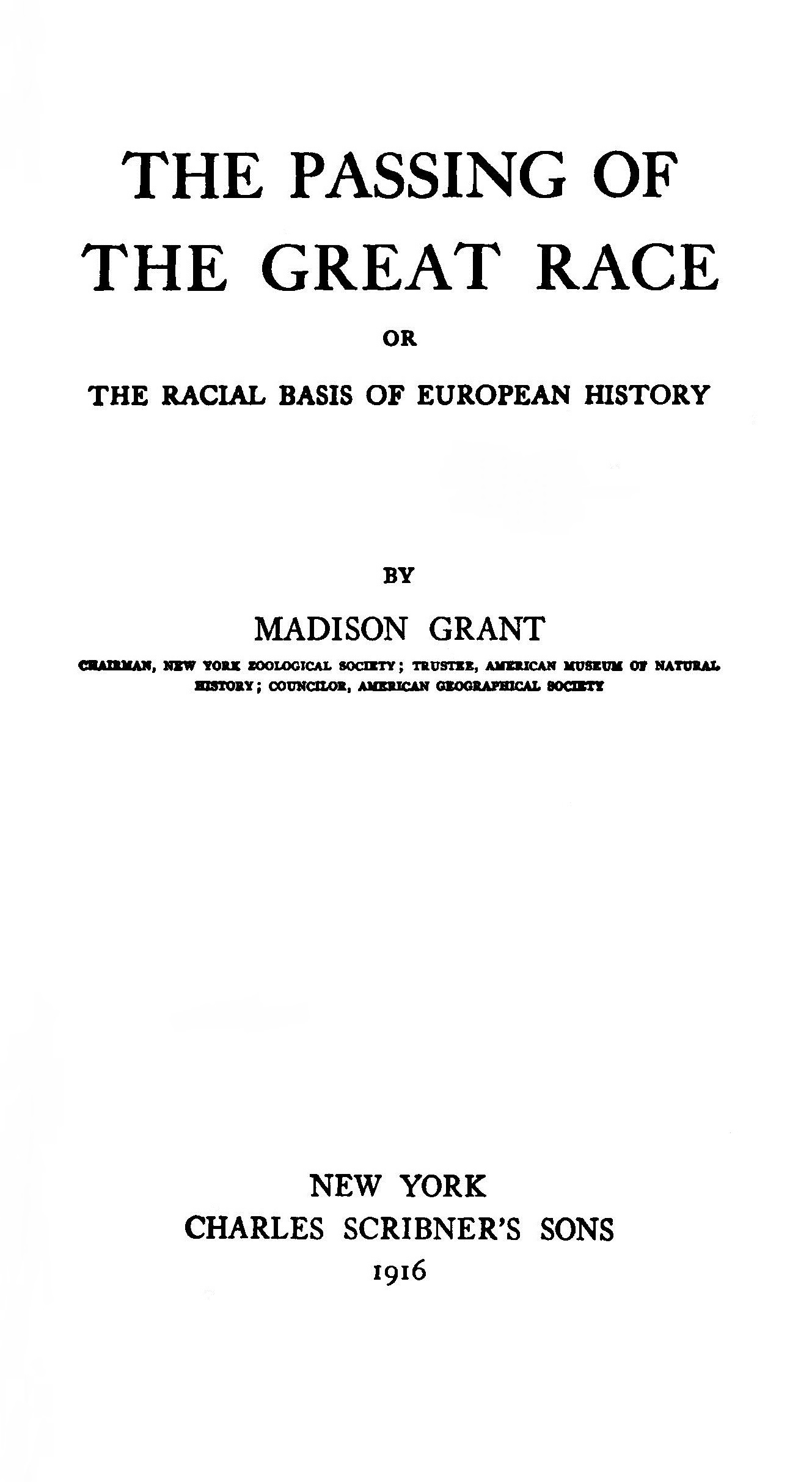
Pàgina del títol del llibre de Grant *The Passing of the Great Race * (1916)

Grant va ser l'autor del llibre, abans molt llegit, The Passing of the Great Race (1916), una elaborada obra d’⁣higiene racial que intentava explicar la història racial d'Europa. La preocupació més important de Grant era el canvi en el gruix d'immigració americana de principis del segle XX (caracteritzat per un nombre creixent d'immigrants del sud d'Europa i de l'est d'Europa, en contraposició a l'Europa occidental i el nord d'Europa). El llibre va ser una interpretació «racial» de l'antropologia i la història contemporànies, que afirmava la raça com el motor bàsic de la civilització.
El prehistoriador Gustaf Kossinna va proposar idees similars a Alemanya. Grant va promoure la idea de la «raça nòrdica», una agrupació biològica i cultural poc definida arrelada a Escandinàvia, com el grup social clau responsable del desenvolupament humà; per tant, el subtítol del llibre explicava que era La base racial de la història europea. Com a àvid eugenista, Grant va defensar la separació, la quarantena i l'eventual filtrat dels trets «indesitjables» i els «tipus de raça sense valor» del patrimoni genètic humà i la promoció, la propagació i l'eventual restauració dels trets desitjables i els «tipus de raça valuosos» que podien conduir a la societat nòrdica.

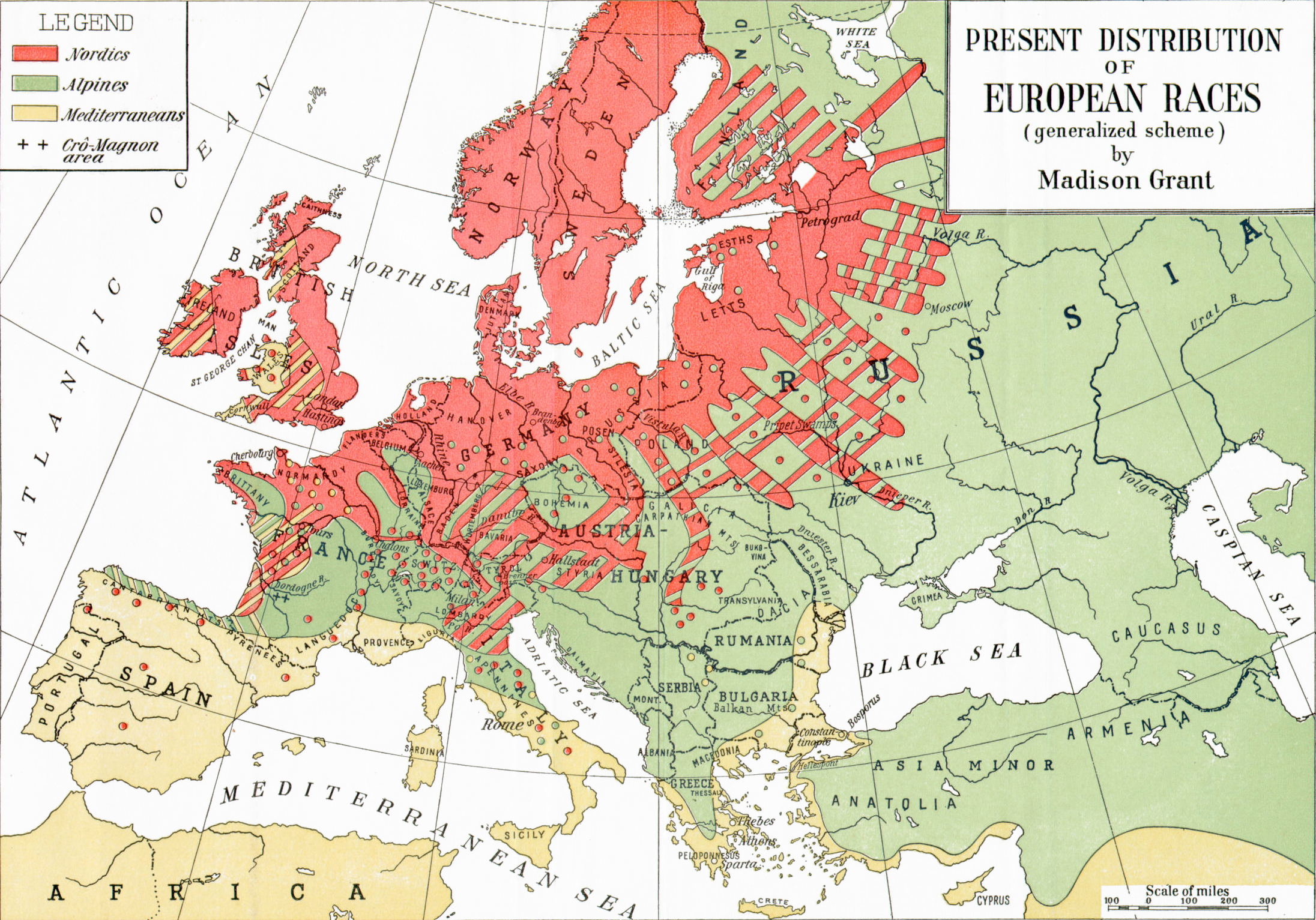
"Distribució actual de les races europees" (1916): mapa de Grant dels "nòrdics" en vermell, els "alpins" en verd i els "mediterranis" en groc.

L'obra de Grant es considera una de les obres més influents i cridaneres de racisme científic i eugenèsia que s'han publicat als Estats Units. Stephen Jay Gould va descriure La mort de la gran raça com «el tractat més influent del racisme científic americà». El llibre, la traducció del títol del qual és «La caiguda de la Gran Raça», es va publicar en múltiples edicions als Estats Units i es va traduir a altres idiomes, inclòs l'alemany el 1925. En 1937, el llibre havia venut 16.000 còpies només als Estats Units.
El llibre va ser acollit pels defensors del moviment nazi a Alemanya i va ser el primer llibre no alemany que els nazis van ordenar reimprimir quan van prendre el poder. Adolf Hitler va escriure a Grant: «El llibre és la meua Bíblia». 
Un dels oponents de Grant durant molt de temps va ser l'antropòleg Franz Boas. A Grant no li agradava Boas i durant uns anys va intentar que fos acomiadat del seu càrrec a la Universitat de Colúmbia. Boas i Grant van estar involucrats en una disputa aferrissada pel control de la disciplina de l'antropologia als Estats Units, quan ambdós servien al Comitè d'Antropologia del Consell Nacional de Recerca, després de la Primera Guerra Mundial.
Grant representava la branca «hereditària» de l'antropologia física en aquell moment malgrat la seua condició relativament amateur, i s'oposava fermament al mateix Boas (i els seus estudiants), que defensaven l'antropologia cultural. Boas i els seus estudiants finalment van arrabassar el control de l'⁣Associació Antropològica Americana a Grant i els seus partidaris, que l'havien utilitzat com a organització insígnia per a la seua forma d'antropologia. En resposta, Grant, juntament amb l'eugenista i biòleg estatunidenc Charles B. Davenport, va fundar el 1918 la Galton Society com a alternativa a Boas.

## Restriccions a la immigració

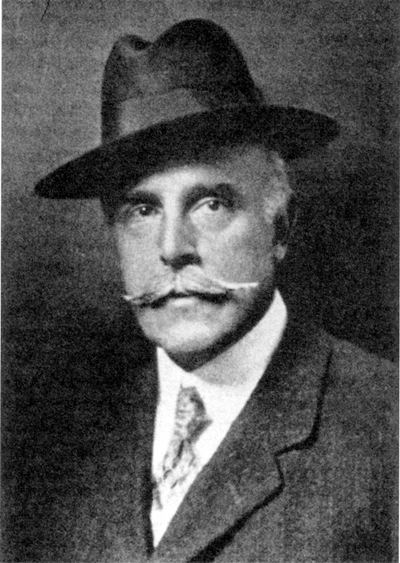
Grant a la dècada de 1920

Grant va defensar la restricció de la immigració als Estats Units mitjançant la limitació de la immigració des de l'Europa de l'Est i el sud d'Europa, així com la fi completa de la immigració des de l'Àsia oriental. També va defensar els esforços per purificar la població americana mitjançant la cria selectiva. Va exercir com a vicepresident de la Lliga de Restriccions d'Immigració des del 1922 fins a la seua mort. Com a expert en dades racials mundials, Grant també va proporcionar estadístiques per a la Llei d'Immigració de 1924 per establir les quotes d'immigrants de certs països europeus. Fins i tot després d'aprovar l'estatut, Grant va continuar molestant-se que fins i tot a un petit nombre de no nòrdics se'ls permetés immigrar al país cada any. El seu suport a les lleis antimesclament racial va ser citat en els arguments a favor de la Llei d'Integritat Racial de 1924 a Virgínia .
Tot i que Grant va ser extremadament influent en la legislació sobre la seua visió de la teoria racial, va començar a perdre el favor dels Estats Units a principis de la dècada de 1930. La disminució de l'interès per la seua obra s'ha atribuït tant als efectes de la Gran Depressió, que va provocar una reacció general contra el darwinisme social i les filosofies relacionades, com a la dinàmica canviant de les qüestions racials als Estats Units durant el període d'entreguerres. En lloc de subdividir Europa en grups racials separats, les opinions biracials (negre contra blanc) del protegit de Grant, Lothrop Stoddard, es van tornar més dominants després de la Gran Migració d'Afroamericans dels estats del sud als del nord i l'oest (Guterl 2001).

## Llegat
Segons l'historiador de l'economia Thomas C. Leonard: «Els eugenistes nord-americans destacats, inclosos els líders del moviment Charles Davenport i Madison Grant, eren conservadors. Identificaven l'aptitud amb la posició social i econòmica, i també eren hereditaris ferms, dubtosos de l'herència lamarckiana a la qual s'aferraven els progressistes. Però com a eugenistes, aquests conservadors no eren liberals clàssics. Com tots els eugenistes, eren il·liberals. Els conservadors no s'oposen a la coacció estatal sempre que s'utilitzi per al que consideren els propòsits correctes, i aquests homes estaven contents de trepitjar els drets individuals per obtenir el bé comú d'una millor salut hereditària... Els historiadors invariablement qualifiquen Madison Grant de conservador, perquè era un membre de club de sang blava d'una família patrícia, i la seua obra més coneguda, The Passing of the Great Race, és una peça de museu del racisme científic. Però les idees eugenètiques de Grant es van originar en un racó de l'impuls conservador íntimament connectat amb el progressisme: la conservació.» Leonard va escriure que Grant també s'oposava a la guerra, tenia dubtes sobre l'imperialisme i donava suport al control de la natalitat.
Tanmateix, la visió de Leonard que els eugenistes com Grant eren conservadors és un cas atípic. L'escriptor Jonah Goldberg ha assenyalat que «l'eugenèsia era el cor de l'empresa progressista» i va ser adoptada per gairebé tots els primers progressistes, des de Margaret Sanger fins a H.G. Wells i John Maynard Keynes.  De la mateixa manera, Thomas Sowell ha assenyalat que la majoria dels eugenistes destacats estaven fermament arrelats en cercles intel·lectuals progressistes, on el desig que el govern prengués mesures contundents per protegir el patrimoni genètic anava acompanyat d'altres punts de vista estatistes, inclosa l'oposició al capitalisme de lliure mercat.  De la mateixa manera, l'historiador Edwin Black ha afirmat que la croada eugenèsica va ser «creada a les sales de publicacions i recerca acadèmica de la Carnegie Institution, verificada per les beques de recerca de la Rockefeller Foundation, validada per destacats acadèmics de les millors universitats de la Ivy League i finançada pels esforços especials de la fortuna ferroviària Harriman».  Des d'aquesta perspectiva, és perfectament comprensible que Madison Grant, graduada d'universitats d'elit de la Ivy League i ferma defensora de diverses causes progressistes de l'època, també fos eugenista.
Grant va esdevenir part de la cultura popular dels Estats Units dels anys vint, especialment a Nova York. El conservacionisme de Grant i la seua fascinació per la història natural zoològica el van fer influent entre l'elit de Nova York, que estava d'acord amb la seva causa, sobretot Theodore Roosevelt . L'autor F. Scott Fitzgerald va incloure una referència a Grant a El gran Gatsby . Tom Buchanan, un fatu aristòcrata de Long Island casat amb Daisy, estava llegint un llibre titulat The Rise of the Colored Empires d'«aquest home Goddard», que barrejava Passing of the Great Race de Grant i The Rising Tide of Color Against White World Supremacy, del seu col·lega Lothrop Stoddard .
No hi va deixar descendència quan va morir el 1937 de nefritis. Diversos centenars de persones van assistir al funeral de Grant,  i va ser enterrat al cementiri de Sleepy Hollow a Tarrytown, Nova York. Va deixar un llegat de 25.000 dòlars a la Societat Zoològica de Nova York per crear el «Fons de Dotació per a la Protecció de la Vida Silvestre», 5.000 dòlars al Museu Americà d'Història Natural i altres 5.000 dòlars al Boone and Crockett Club . Els familiars van destruir els seus documents personals i la seua correspondència després de la seua mort. 

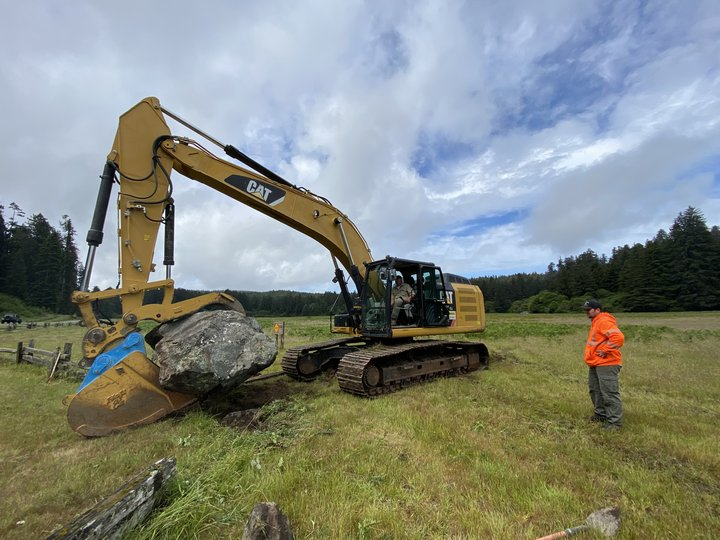
Els parcs estatals de Califòrnia van retirar el marcador de Grant al parc estatal de Prairie Creek Redwoods el juny de 2021.

Als judicis de Nuremberg de la postguerra, la defensa de Karl Brandt, metge personal de Hitler i cap del programa d'eutanàsia nazi, va presentar com a prova tres pàgines d'extractes de *Passing of the Great Race* de Grant per tal de justificar les polítiques de població del Tercer Reich. Si més no, per a indicar que no eren ideològicament exclusives de l'Alemanya nazi.
Les obres de Grant sobre el racisme científic s'han citat per demostrar que moltes de les idees genocides i eugenètiques associades amb el Tercer Reich no van sorgir específicament a Alemanya, i de fet, moltes d'elles tenien orígens en altres països, inclosos els Estats Units.  Com a tal, a causa dels amics ben connectats i influents de Grant, sovint s'utilitza per il·lustrar la tensió del pensament eugenèsic basat en la raça als Estats Units, que va tenir certa influència fins a la Segona Guerra Mundial. A causa de l'ús que els responsables polítics de l'Alemanya nazi van fer del treball eugenèsic de Grant, la seua tasca com a conservacionista ha estat en certa manera eclipsada, ja que moltes organitzacions amb les quals va estar associat en el seu moment (com el Sierra Club) volien minimitzar la seua associació amb ell. Les seues teories racials es van popularitzar a la dècada del 1920, però avui dia es consideren llargament desacreditades. El treball de Franz Boas i les seves alumnes, Ruth Benedict i Margaret Mead, va demostrar que no hi havia races inferiors ni superiors.
El 15 de juny de 2021, els parcs estatals de Califòrnia van retirar un monument commemoratiu a Madison Grant del parc estatal de Prairie Creek Redwoods, que s'havia col·locat al parc el 1948. La retirada del monument forma part d'un esforç més ampli a California Parks per abordar exposicions i interpretacions obsoletes relacionades amb els fundadors de Save the Redwoods. A la primavera del 2022, els parcs estatals de Califòrnia instal·laran un nou panell interpretatiu, escrit en col·laboració amb acadèmics, que explicarà una història més completa sobre Grant, el seu llegat de conservació i el seu paper central en el moviment eugenèsic.

## Obres
- The Caribou. New York: Office of the New York Zoological Society, 1902.
- "Moose". New York: Report of the Forest, Fish, Game Commission, 1903.
- The Origin and Relationship of the Large Mammals of North America. New York: Office of the New York Zoological Society, 1904.
- The Rocky Mountain Goat. Office of the New York Zoological Society, 1905.
- The Passing of the Great Race; or, The Racial Basis of European History. New York: Charles Scribner's Sons, 1916.
  - New ed., rev. and Amplified, with a New Preface by Henry Fairfield Osborn. New York: Charles Scribner's Sons, 1918
  - Rev. ed., with a Documentary Supplement, and a Preface by Henry Fairfield Osborn. New York: Charles Scribner's Sons, 1921.
  - Fourth rev. ed., with a Documentary Supplement, and a Preface by Henry Fairfield Osborn. New York: Charles Scribner's Sons, 1936.
- Saving the Redwoods; an Account of the Movement During 1919 to Preserve the Redwoods of California. New York: Zoological Society, 1919.
- Early History of Glacier National Park, Montana. Washington: Govt. print. off., 1919.
- The Conquest of a Continent; or, The Expansion of Races in America, Charles Scribner's Sons, 1933.

### Articles seleccionats
- "The Depletion of American Forests", Century Magazine, Vol. XLVIII, No. 1, May 1894.
- "The Vanishing Moose, and their Extermination in the Adirondacks", Century Magazine, Vol. XLVII, 1894.
- "A Canadian Moose Hunt". In: Theodore Roosevelt (ed.), Hunting in Many Lands. New York: Forest and Stream Publishing Company, 1895.
- "The Future of Our Fauna", Zoological Society Bulletin, No. 34, June 1909.
- "History of the Zoological Society", Zoological Society Bulletin, Decennial Number, No. 37, January 1910.
- "Condition of Wild Life in Alaska". In: Hunting at High Altitudes. New York: Harper & Brothers, Publishers, 1913.
- "Wild Life Protection", Zoological Society Bulletin, Vol. XIX, No. 1, January 1916.
- "The Passing of the Great Race", Geographical Review, Vol. 2, No. 5, Nov., 1916.
- "The Physical Basis of Race", Journal of the National Institute of Social Sciences, Vol. III, January 1917.
- "Discussion of Article on Democracy and Heredity", The Journal of Heredity, Vol. X, No. 4, April, 1919.
- "Restriction of Immigration: Racial Aspects", Journal of the National Institute of Social Sciences, Vol. VII, August 1921.
- "Racial Transformation of America", The North American Review, March 1924.
- "America for the Americans", The Forum, September 1925.